# Андрющенко Надія Іванівна
Надія Іванівна Чирва, у шлюбі Андрющенко (5 серпня 1924 , Шевченкове, Катеринославська губернія  — 25 жовтня 2018 , Шевченкове, Дніпропетровська область ) — українська агрономка, майстриня вирощування високих урожаїв зернових і фруктів, Герой Соціалістичної Праці (1949).

## Біографія
Надія Чирва народилася 5 серпня 1924 року у селі Шевченкове Криворізького району (нині Дніпропетровської області України) у сім'ї селянина-бідняка.
У 1941 році закінчила 10 класів середньої школи та пішла працювати до колгоспу «Кривбуд» Криворізького району. З початку німецько-радянської війни до 1943 року проживала в рідному селі на окупованій німецько-фашистськими загарбниками території. В останні роки війни — учасниця трудового фронту. Відновлювала ділянку залізничної колії Пічугіно — Коломойцеве. Після визволення Дніпропетровської області працювала секретаркою Шевченківської сільської ради. 1948 року виростила рекордний на той час урожай озимої пшениці — 31,5 центнера з гектара. У 1949 році Надія Іванівна була направлена на навчання до Дніпропетровської сільськогосподарської школи з підготовки голів колгоспів, яку закінчила у 1952 році. Після закінчення школи була переведена до колгоспу «Комбайн» Криворізького району, де працювала агрономкою. У радгоспі імені Мічуріна працювала ланковою з вирощування зернових, очолювала бригаду колгоспного саду, яка вирощувала незмінно високі врожаї яблук, груш та вишень.

### Трудовий шлях
- 1944—1949 рр. — ланкова польової бригади колгоспу «Кривбуд»;
- 1944—1945 рр. — голова комсомольської організації села Шевченкове;
- 1952—1956 рр. — агрономка колгоспу «Комбайн», ланкова радгоспу імені Мічуріна;
- 1959—1962 рр. — голова Широківської сільської ради народних депутатів
- 1962—1986 рр. — бригадир садівницької бригади радгоспу імені Мічуріна.

Надія Чирва — майстриня вирощування високих урожаїв зернових та фруктів. Спільно із Марією Шваб стала першим на Криворіжжі Героєм Соціалістичної Праці. Учасниця наради передовиків сільського господарства у Києві у 1953 році та Всесоюзної сільськогосподарської виставки у 1956 році. Обиралася головою Широківської сільської ради Криворізького району Дніпропетровської області.
Вийшла на пенсію, мешкала у рідному селі Шевченкове.
Померла 25 жовтня 2018 року на 95-у році життя у селі Шевченкове Криворізького району Дніпропетровської області.

## Родина
Разом із чоловіком, Анатолієм Івановичем Андрющенком, виховали двох дітей — сина Олега та доньку Ларису, та трьох онуків.

## Нагороди
- 1949 — Герой Соціалістичної Праці — указом Президії Верховної Ради СРСР від 6 червня 1949 року за високі показники у вирощуванні пшениці, жита, цукрових буряків, кукурудзи та виконання колгоспом обов'язкових поставок та натуроплати за роботу МТС 1949 року отримання врожаю пшениці 30,1 центнера пшениці з гектара на площі 24,4 гектара, з врученням ордена Леніна та золотої медалі «Серп і Молот»;
- 1976 — Орден Трудового Червоного Прапора;
- 2011 — ювілейна медаль «20 років незалежності України» — указом Президента України від 19 серпня 2011 ;
- медалі.